# Prevotella
Prevotella es un género de bacterias anaerobias estrictas Gram negativas. Se consideran clásicamente bacterias comensales debido a su amplia presencia en el cuerpo humano y su rara participación en infecciones. Sin embargo, se ha informado que algunas especies dan lugar a infecciones oportunistas [1]. Este género fue diferenciado del género Bacteroides en 1990 por su capacidad sacarolítica moderada [2].

## Características
No son buenas formadoras de esporas ni móviles. La hemólisis es variable. El nitrato no es reducido. La temperatura óptima de crecimiento es de 37 °C, pero algunas especies pueden crecer a temperaturas tan bajas como 25 °C y tan altas como 45 °C. El crecimiento de la mayoría de las especies es inhibido al 6.5% NaCl [2]. La mayoría de los cultivos requieren suplementos con hemina y vitamina K [3]. Incluye especies que producen colonias con pigmentos negros, marrones, beige o sin pigmentos en placas de agar sangre [4].
La morfología celular más frecuente es de bacilos cortos, pero a veces se observan bacilos largos. Son sensibles a las sales biliares y por lo tanto, se pueden distinguir de otras bacterias que pueden tolerar las sales biliares. Producen melanina y metabolizan azúcares [3]. Todas las especies, excepto P. masssiliensis fermentan un rango limitado de carbohidratos como sacarosa o lactosa [4].

## Hábitat
Se han aislado de numerosos ambientes. En las poblaciones occidentales predominan en la cavidad oral humana [5]. Son prevalentes dentro del rumen y del tracto gastrointestinal de herbívoros y omnívoros, presentando algunas especies un rol importante en la fisiología de los rumiantes [6]. Las comunidades microbianas intestinales a menudo contienen especies del género Bacterioides o Prevotella, pero no ambas [5]. La abundancia de estos dos géneros se relaciona con la dieta del huésped, la autoinmunidad y otros fenotipos importantes [7]. El género Prevotella está asociado a las dietas ricas en plantas [5]. Las especies de este género son comensales en las superficies mucosas humanas, como la microbiota vaginal [7]. Es el género predominante en el sistema respiratorio [1].

## Patogenia
Algunas especies causan infección como oportunistas:
- La vaginosis bacteriana está asociada a la pérdida de especies de Lactobacillus y al aumento de Gardnerella vaginalis y de especies del género Prevotella, especialmente Prevotella bivia [7].
- P. intermedia es la principal bacteria patógena en la gingivitis relacionada con el embarazo. La bacteria también puede aislarse de la pericoronaritis [3].
- P. melaninogenica está implicada en la enfermedad periodontal y se ha encontrado que alguna de sus cepas producen hemolisina [8].
- P. oralis se ha reportado que causa infecciones periodontales, del tracto urinario y raramente abscesos intraabdominales, y se aisló de un caso de osteomielitis [9].

## Especies
Este género contiene las siguientes especies:
- P. albensis
- P. baroniae
- P. bergensis
- P. bivia
- P. brevis
- P. bryantii
- P. buccae
- P. buccalis
- P. corpri
- P. corporis
- P. dentalis
- P. denticola
- P. disiens
- P. enoeca
- P. heparinolytica
- P. intermedia
- P. loescheii
- P. marshii
- P. massiliensis
- P. melaninogenica
- P. multiformis
- P. multisaccharivorax
- P. nigrescens
- P. oralis
- P. oris
- P. oulora
- P. pallens
- P. ruminicola
- P. salivae
- P. shahii
- P. stercorea
- P. tannerae
- P. timonensis
- P. veroralis
- P. zoogleoformans